# Vietnámi Kommunista Párt
A Vietnámi Kommunista Párt (Đảng Cộng sản Việt Nam, rövidítve: ĐCS vagy ĐCSVN) Vietnám szocialista kormányzati rendszerének alapító és egyetlen törvényes pártja. A pártot 1930. február 3-án alapította Hồ Chí Minh, aki jelentős szerepet játszott a vietnámi függetlenségi mozgalomban és a kommunista ideológia elterjesztésében. A párt az ország politikai életében központi szerepet játszik, és célja a vietnámi nép felszabadítása a gyarmati uralom alól, valamint egy szocialista társadalom felépítése. A párt irányítását a vietnámi alkotmány 4. cikkelye garantálja, amely kimondja a párt vezető szerepét a társadalomban és az államban, biztosítva, hogy a párt meghatározó befolyással bírjon az ország minden területén, beleértve a kormányzást, a hadsereget és a médiát is.

## Történelem
A Vietnámi Kommunista Párt története az Indokínai Kommunista Párt megalakulásához vezethető vissza, amelynek célja a francia gyarmati uralom megszüntetése és a vietnámi függetlenség kivívása volt. A párt az 1930-as években kezdett jelentős politikai szerepet betölteni, és fokozatosan növelte befolyását a vietnámi társadalomban. 1954-ben a párt Észak-Vietnám irányítását vette át, miután a francia gyarmati erőket legyőzték a Dien Bien Phu-i csatában, amely fordulópontot jelentett a vietnámi függetlenségi harcban. 1975-ben, Saigon elestét követően, az egész országot egyesítette a szocialista vezetés alatt, létrehozva a Vietnámi Szocialista Köztársaságot. A párt azóta is az ország politikai életének meghatározó szereplője, és célja a szocialista társadalmi rend megteremtése, amelyben a nép jóléte és a társadalmi igazságosság kiemelt fontosságú.

## Szervezeti felépítés
A párt szervezeti alapelve a demokratikus centralizmus, amelyet Lenin határozott meg, és amely biztosítja a párt egységes irányítását és a döntések központi végrehajtását. A legmagasabb döntéshozó szerv a Pártkongresszus, amely ötévente ülésezik, és meghatározza a párt politikai irányvonalát. A Pártkongresszus megválasztja a Központi Bizottságot, amely a párt irányításának legfőbb szerve a kongresszusok közötti időszakban. A Központi Bizottság választja meg a Főtitkárt, aki a párt legfőbb vezetője és a párt politikai irányvonalának meghatározó alakja. A párt szervezeti felépítése biztosítja, hogy minden döntés a legfelsőbb vezetés jóváhagyásával történjen, és a párt tagjai egységesen támogassák a párt politikáját.

## Ideológia

Vietnám címere

A párt hivatalosan a marxizmus–leninizmus és Hồ Chí Minh gondolatai alapján működik, amelyek a vietnámi társadalom fejlődésének alapelveit képezik. Hồ Chí Minh gondolatai a vietnámi nép függetlenségének, a szocialista társadalom felépítésének és a társadalmi igazságosság megvalósításának céljait tükrözik. Az 1986-os Đổi Mới gazdasági reformok óta a párt a „szocialista orientált piacgazdaság” modelljét követi, amely lehetővé teszi a piacgazdasági elemek és a szocialista értékek ötvözését. Bár az alapvető ideológia továbbra is marxista, a reformok kapitalista elemeket vezettek be, jelentősen átalakítva a gazdasági rendszert, és lehetővé téve a gazdasági növekedést és a nép életszínvonalának javulását. A párt ideológiája a társadalmi egyenlőség és a gazdasági fejlődés egyensúlyának megteremtésére törekszik.

## Tagság
2021-re a párt taglétszáma meghaladta az 5,3 millió főt, amely jelentős növekedést jelent a korábbi évtizedekhez képest. A párttagság magában foglalja a Vietnámi Ifjúsági Szövetséget, amely a fiatalok politikai nevelését és a szocialista értékek terjesztését szolgálja, valamint más szervezeteket, mint például a Vietnámi Női Uniót, amely a nők jogainak védelmével és a társadalmi egyenlőség előmozdításával foglalkozik, és a Ho Si Minh Pionírok Szervezetét, amely a gyermekek és fiatalok számára nyújt politikai és társadalmi képzést. A párt tagjai elkötelezettek a szocialista eszmék iránt, és aktívan részt vesznek az ország politikai és társadalmi életében.

## Székhely és tevékenységek
A párt központja Hanoiban, a Ba Đình kerületben található, ahol a legfontosabb politikai döntések születnek. A párt hivatalos lapja, a Nhân Dân, jelentős szerepet játszik a propaganda és a kommunikáció területén, és célja a párt politikájának népszerűsítése, valamint a lakosság tájékoztatása a kormányzati intézkedésekről és a társadalmi változásokról. A párt számos rendezvényt és kampányt szervez, amelyek célja a szocialista eszmék terjesztése és a társadalmi kohézió erősítése. A Nhân Dân újság fontos eszköze a párt ideológiai irányvonalának közvetítésében, és hozzájárul a párt politikai befolyásának fenntartásához.

## Kapcsolódó szervezetek
- Ifjúsági szervezet: Ho Chi Minh Kommunista Ifjúsági Szövetség, amely a fiatalok politikai neveléséért és a szocialista értékek terjesztéséért felelős. A szervezet célja a fiatal generáció bevonása a párt munkájába, valamint a jövő vezetőinek felkészítése.
- Nőmozgalom: Vietnámi Női Unió, amely a nők társadalmi és politikai szerepének erősítésére törekszik, és jelentős szerepet játszik a nemek közötti egyenlőség megvalósításában. A szervezet a nők jogainak védelmével és a szocialista értékek népszerűsítésével foglalkozik.
- Katonai szárny: Vietnámi Néphadsereg, amely a párt katonai erejét képviseli, és amelynek feladata az ország védelme és a szocialista rendszer fenntartása. A hadsereg a párt irányítása alatt áll, és a párt politikai irányvonalának megfelelően működik.

## Kritika és nemzetközi kapcsolatok
A Vietnámi Kommunista Pártot nemzetközi és hazai szinten is bírálják az emberi jogok korlátozása miatt, különösen a sajtószabadság és a politikai ellenzék elnyomása kapcsán. A párt szigorúan ellenőrzi a médiát és a politikai véleménynyilvánítást, ami gyakran kritikát vált ki a nemzetközi közösség részéről. Ennek ellenére Vietnam az elmúlt évtizedekben gazdaságilag gyorsan fejlődött, és a szegénység csökkentése terén jelentős eredményeket ért el, amely a párt politikájának stabilitását és hatékonyságát igazolja. A párt célja, hogy fenntartsa a politikai stabilitást és biztosítsa a gazdasági növekedést, miközben megőrzi a szocialista értékeket. A nemzetközi kapcsolatok terén a párt számos országgal tart fenn diplomáciai kapcsolatot, és aktívan részt vesz a kommunista és munkáspártok nemzetközi találkozóin. A párt külpolitikája a békés együttműködésen és a szocialista országok közötti szolidaritáson alapul, és célja a nemzetközi támogatás megszerzése a vietnámi szocialista rendszer fenntartásához és fejlesztéséhez.